# David Bretherton
David Legge Bretherton (* 29. Februar 1924 in Los Angeles; † 11. Mai 2000 ebenda) war ein US-amerikanischer Filmeditor. Für Cabaret  wurde er 1973 mit dem Oscar für den Besten Schnitt ausgezeichnet.

## Leben
David Bretherton wurde als Sohn des Editors und Regisseurs Howard Bretherton und der Schauspielerin Dorothea McEvoy in Los Angeles geboren. Während des Zweiten Weltkrieges diente er in der United States Air Force. Anschließend fing er an in der Schnittabteilung von 20th Century Fox zu arbeiten. Bei den Filmen Die Männer um Hilda Crane, Gefangene des Stroms und Die unsichtbare Front (1956) war er erstmals eigenständig für den Schnitt verantwortlich. Sein größter Erfolg war der Film Cabaret für den er 1973 mit dem Oscar für den Besten Schnitt ausgezeichnet wurde.
Bretherton erhielt 1995 für sein Lebenswerk den ACE Career Achievement Award.
Am 11. Mai 2000 starb Bretherton im John Douglas French Center in Los Angeles nach langer Krankheit an einer Lungenentzündung. Bis zu seinem Tod war er mit der Filmeditorin Elyane Bretherton verheiratet. Mit ihr hatte er zwei gemeinsame Töchter.

## Filmografie
- 1956: Die unsichtbare Front (Three Brave Men)
- 1956: The Dark Wave (Dokumentar-Kurzfilm)
- 1956: Gefangene des Stroms (The Bottom of the Bottle)
- 1956: Die Männer um Hilda Crane (Hilda Crane)
- 1956: Heißer Süden (The King and the Four Queens)
- 1957: Glut unter der Asche (Peyton Place)
- 1958: Ein Mann in den besten Jahren (10 North Frederick)
- 1959: Das Tagebuch der Anne Frank (The Diary Of Anne Frank)
- 1960: Machen wir’s in Liebe (Let's Make Love)
- 1964: Der Zug (The Train)
- 1965: … die alles begehren (The Sandpiper)
- 1967: Venedig sehen – und erben… (The Honey Pot)
- 1968: Pancho Villa reitet (Villa Rides)
- 1970: Einst kommt der Tag… (On a Clear Day You Can See Forever)
- 1970: Liebhaber und andere Fremde (Lovers and Other Strangers)
- 1971: Die Gnadenlosen (Fools’ Parade)
- 1972: Cabaret
- 1973: Save the Tiger
- 1973: Westworld
- 1974: Klauen wir gleich die ganze Bank (The Bank Shot)
- 1975: The Man in the Glass Booth
- 1976: Bluthunde vom Teufel zerrissen (High Velocity)
- 1976: Trans-Amerika-Express (Silver Streak)
- 1976: Und morgen wird ein Ding gedreht (Harry and Walter Go to New York)
- 1978: Coma
- 1979: Der große Eisenbahnraub (The First Great Train Robbery)
- 1982: Das schönste Freudenhaus in Texas (The Best Little Whorehouse in Texas)
- 1983: Herzen in Aufruhr (Man, Woman and Child)
- 1985: Alle Mörder sind schon da (Clue: The Movie)
- 1985: Baby – Das Geheimnis einer verlorenen Legende (Baby: Secret of the Lost Legend)
- 1987: Jack der Aufreisser (The Pick-up Artist)
- 1989: Sea of Love – Melodie des Todes (Sea of Love)
- 1993: Malice – Eine Intrige (Malice)
- 1996: City Hall

## Auszeichnungen
- 1973: Oscar in der Kategorie Bester Schnitt für Cabaret